# Livno
Livno er by i Bosnien-Hercegovina.
Der er fundet spor af, at mennesker har levet her omkring år 2000 f.Kr. Fra den tid og til ankomsten af romerne var Livno-området beboet af den illyriske stamme delmaterne.
Siden romernes første ankomst i 156 f.Kr. førtes på disse kanter mange krigshandlinger, hvor delmaterne tilføjede de romerske legioner mange tab. Den store opstand af de illyriske stammer breuci, desitiater og delmater, grundet i modstand mod indsamling af penge for krigen i Germanien i år 6-9 f.Kr., rystede det romerske imperium. I opstanden deltog 800.000 mennesker, af dem 200.000 fodfolk og 9.000 ryttere. Svetonie, som var notar i Romerriget, skrev: "Det var den sværeste krig, som Rom førte efter krigene mod Kartago". Denne illyriske opstand blev slået ned blodigt.
Efter delmaternes totale nederlag (efter hvilken den romerske provins Dalmatien fik navnet), begyndte processen med "romanisering". 
Omkring år 621 trængte avarerne ind i området og ødelagde alt på deres vej. Efter avarerne blev slået ned ved Konstantinopel i år 626, bosatte kroaterne sig i den romerske provins Dalmatien og på Panonia-sletten. I 1326 blev Livno-området en del af det bosniske grevskab. 
Tyrkerne besatte Livno området i 1463 men i efteråret samme år blev de tvunget tilbage af de forenede styrker af Vukčić Kosać og Kong Matijaš Korvin. Tyrkerne kom tilbage i 1480'erne, ødelagde byen totalt, og på ruinerne af den gamle by voksede en ny by med orientalsk udseende og der blev bygget moskeer. Tyrkerne blev i området til ankomsten af det østrig-ungarske styre i 1878. 
Tyrkernes ankomst i det 15. århundrede betød også ankomsten af ortodokse serbere for første gang i dette område. Den store kroatiske udvandring begyndte, da området faldt i tyrkernes hænder.
Efter at Østrig-Ungarn overtog magten den 28. september 1878, begyndte de at indføre deres egen europæiske måde at regere på. Livet for befolkningen blev lettere: de kunne frit gå i kirke, de kunne holde grise, brandskatten blev afskaffet mm. Mange af menneskene, som var flygtet til Dalmatien begyndte at returnere til området. 
Med Østrig-Ungarns fald og dannelsen af Kongeriget af Serbere, Kroater og Slovenere, som i 1929 blev omdøbt til Kongeriget Jugoslavien, begyndte i stedet for den tyrkiske orientering en kulturel og politisk serbificering. Efter parlamentets opløsning og indførelsen af kongediktatur i 1929, kom det igen til administrative udskiftninger. Jugoslavien blev delt i 9 grevskaber og serberne fik 6 af dem. Livno kom ind under kystgrevskabet med hovedsæde i Split og dermed begyndte en tilbagevenden til de kroatiske områder. 
Med dannelsen af grevskabet Kroatien blev Livno endnu tættere forbundet med Kroatien, men kort derefter fulgte den 2. verdenskrig og dannelsen af Den Uafhængige Stat Kroatien som også omfattede hele Bosnien-Hercegovina. 
Efter den 2. verdenskrig og dannelsen af Jugoslavien var Livno del af Bosnien-Hercegovina, en af de 6 jugoslaviske republikker.